# Pfannspitz
Pfannspitz är en bergstopp i Österrike.   Den ligger i distriktet Lienz och förbundslandet Tyrolen, i den centrala delen av landet, 300 km sydväst om huvudstaden Wien. Toppen på Pfannspitz är 2 419 meter över havet.
Terrängen runt Pfannspitz är bergig åt nordväst, men åt sydost är den kuperad. Runt Pfannspitz är det ganska glesbefolkat, med 24 invånare per kvadratkilometer.. Närmaste större samhälle är Obertilliach, 9,2 km öster om Pfannspitz. 
Trakten runt Pfannspitz består i huvudsak av gräsmarker.